# پتیتکادیک، نیوبرانزویک
پتیتکادیک (به انگلیسی: Petitcodiac) یک منطقهٔ مسکونی در کانادا است که در وست‌مورلند واقع شده‌است. پتیتکادیک ۱٬۳۸۳ نفر جمعیت دارد.